# Цветков, Артур Александрович
Арчи или VJ Archi (настоящее имя — Артур Цветков) — российский шоумен, теле- и радиоведущий. 

## Биография
Родился 8 февраля 1980 года в Москве. Вырос в семье кадрового военного Александра Михайловича и домохозяйки Любови Александровны Артамоновых. Из-за профессии отца Артуру довелось пожить в Германии, Франции и Венгрии, где он увлекся танцами. Впоследствии к творческим навыкам парня добавились модельное позирование, пение, дизайн одежды. Школу будущий телеведущий закончил в Минске.
Известность пришла к Артуру в 2000-е, когда он получил предложения сразу от двух ведущих музыкальных каналов — российского МУЗ-ТВ и американского MTV. На одном ему предложили должность корреспондента, а на другом — поучаствовать в шоу «Поцелуй на вылет».

### Приемный ребёнок
В 2010 участвовал в съемках телепрограммы «Люди Селф Мейд» — о тех, кто сделал себя сам. И журналисты решили записать интервью с отцом Артура. Спустя какое-то время ведущего засыпали звонками друзья и знакомые, который увидели анонс программы, где его отец сообщал что Арчи — приемный ребёнок.
До выхода программы в эфир отправился с сыном Глебом к матери в Осиповичи. И там выяснил у неё что в 1981 году в годовалом возрасте был усыновлен из московского дома малютки № 2. Также узнал что родился он не 1 января как было записано в документах, а 8 февраля и при рождении его звали Владимиром. Позднее при помощи Андрея Малахова Арчи выяснил все о своей биологической матери и познакомился с ней. Ольга Даниловна Бурчакова оказалась известным логопедом из семьи академика, она восстанавливала речь Николаю Караченцову. Причиной того, что мать отказалась от сына была то ли его болезненность (якобы врачи говорили, что мальчик долго не проживет), то ли,  потому что она родила его не от мужа. Спустя два года после юного Володи мать родила второго сына и его она вырастила.

### Участие в телепроектах
В 2004—2005 годах с Гариком Харламовым вел на Муз-ТВ программу «Натуральный обмен» — где ведущие обменивались вещами с обычными людьми (старые вещи в обычных квартирах разбивали и давали взамен новые).
Популярность Арчи приобрел в качестве ведущего программы «Элементарный секс» на канале MTV Россия. Сотрудничество с каналом продолжалось с 2004 по 2006 год. Артур был ведущим хит-парадов, вел программы «SMS-чарт», «По фитнесу» и «Киночарт», а также являлся ведущим программы «Утро. ТНТ» на канале ТНТ с Иреной Понарошку, Маргаритой Челмаковой и Екатериной Жарковой.
В 2012 году стал финалистом программы «Жестокие игры»
В 2014 году сыграл камео в 56-й серии сериала Кухня
Также у виджея большой опыт ведения различных церемоний: в 2008 году он вёл церемонию открытия летних Олимпийских игр в Пекине, в 2017-м — конкурс «Миссис Россия».
В 2024 году Арчи стал одним из героев шоу «Секрет на миллион» на НТВ, где спустя 14 лет вновь рассказал историю о биологической и приемной матерях.
В 2025 году на Пятнице выйдет второй сезон шоу «Выживалити», участником которого стал Арчи.

### Преподаватель
Некоторое время назад VJ Archi занялся преподавательской деятельностью и сейчас преподает в Высшей школе «Останкино» и других учебных подразделениях Московского института телевидения и радиовещания «Останкино».

## Личная жизнь
Первой супругой Артура была телеведущая Екатерина Цветкова («Время деловых людей» на «России»). В загсе Артур взял фамилию супруги. В сентябре 2004 года родился сын Глеб. Тогда же супруги развелись. В 2019 году у ведущего родилась дочь Алена.
Артуру неоднократно приписывали романы с Ольгой Бузовой и Эвелиной Бледанс, но официальных подтверждений этому не находилось.